# از یک قماش
از یک قماش (انگلیسی: Birds of a Feather) یک فیلم کمدی کوتاه است که در سال ۱۹۱۷ منتشر شد.

## بازیگران
- هارولد لوید
- اسناب پالرد
- ببه دنیلز
- سمی بروکس
- باد جیمیسون
- گیلبرت پرت
- دوروثیا والبرت
- چارلز استیونسون
- دنتون وِین